# 李遐 (后晋)
李遐（？—937年），五代十国时兖州（今山东省济宁市兖州区）人。
李遐年轻时为儒生，有节操。历任数镇从事。后唐时，官至尚书库部员外郎。后晋建立，晋高祖石敬瑭即位，知道他强干有守，任命他为西京留守判官，兼委监西京左藏库，辅佐皇子石重乂镇守。张从宾作乱，派人取缯帛来赏乱兵，李遐说：“不奉诏书，安敢承命!” 不肯出缯帛，于是被为乱兵所害，赠右谏议大夫。其母田氏，封京兆郡太君。